# 14791 Atreus
14791 Atreus (1973 SU) là một Trojan của Sao Mộc được phát hiện ngày 19 tháng 9 năm 1973.